# Władysław Banaczyk

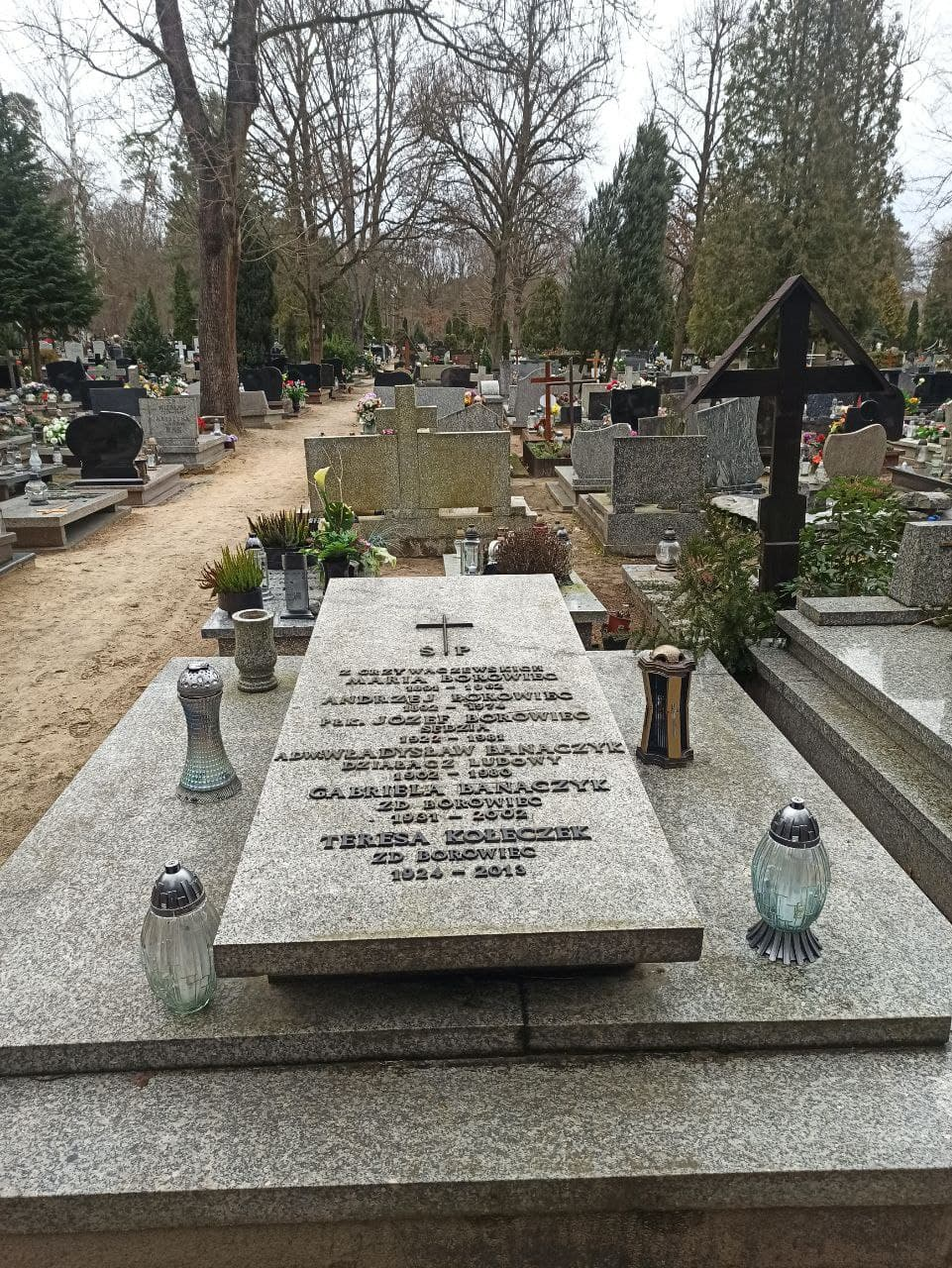
Grób Władysława Banaczyka

Władysław Banaczyk (ur. 31 października 1902 w Gołoszycach, zm. 1 września 1980 w Poznaniu) – polski adwokat, polityk ruchu ludowego.

## Życiorys
Był uczniem Gimnazjum im. Bartosza Głowackiego w Opatowie (1918–1921) i Miejskim Gimnazjum Filologicznym Miejskim w Kaliszu (1921–1923). Maturę zdał eksternistycznie w 1925. Od 1926 studiował prawo na Uniwersytecie Poznańskim. W czasie studiów był członkiem Polskiej Akademickiej Młodzieży Ludowej, w latach 1928–1932 prezesem poznańskiej organizacji PAML, w latach 1928–1930 równocześnie prezesem Ogólnopolskiego Związku Akademickiej Młodzieży Ludowej. Był jednym z założycieli powstałego w 1927 Wielkopolskiego Związku Młodzieży Wiejskiej, jego wiceprezesem (1927–1928 i 1929–1930), sekretarzem generalnym (1928–1929) i prezesem (1930–1936). Od 1926 należał do PSL „Piast”, od 1930 był członkiem jego Rady Naczelnej i członkiem Zarządu Głównego, a także sekretarzem Zarządu Okręgowego tej partii w Poznaniu. Od 1931 należał do Stronnictwa Ludowego, które powstało w wyniku zjednoczenia trzech partii ludowych, w tym PSL „Piast”. Był członkiem Rady Naczelnej SL.
W 1933 ukończył studia prawnicze, następnie pracował jako aplikant adwokacki. W sierpniu 1937 organizował w Wielkopolsce strajk chłopski. 29 sierpnia 1937 został aresztowany pod zarzutem inspiracji zamachu na Adama Koca i zwolniony dopiero 25 sierpnia 1939. W czasie pobytu w więzieniu został w maju 1938 wybrany sekretarzem Zarządu Wojewódzkiego SL w Poznaniu.

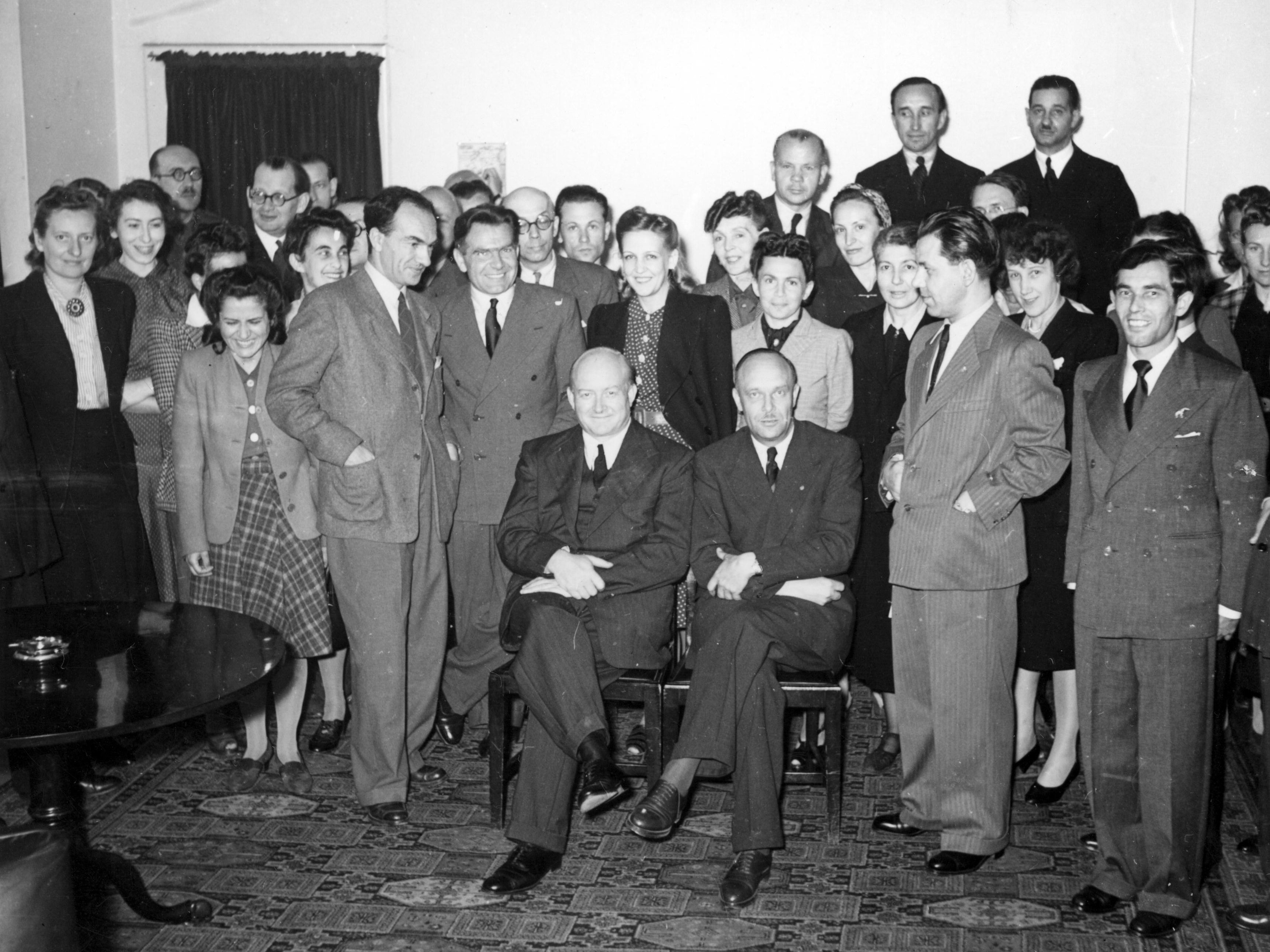
Premier Stanisław Mikołajczyk przekazuje funkcję ministra spraw wewnętrznych Władysławowi Banaczykowi, Londyn, 27 lipca 1943.

We wrześniu 1939 był jednym z organizatorów Komitetu Obywatelskiego i Ochotniczej Straży Obywatelskiej w Poznaniu. W listopadzie 1939 został aresztowany przez Gestapo, jednak uciekł i przez Słowację i Węgry przedostał się do Francji. W latach 1940–1945 był członkiem Komitetu Zagranicznego SL, od kwietnia 1940 do lutego 1942 kierownikiem Wydziału Społecznego Prezydium Rady Ministrów.
W latach 1942–1943 był wiceprezesem Rady Narodowej RP II kadencji. Wchodził w skład Komitetu dla Spraw Kraju w 1943. Od 14 lipca 1943 do 24 listopada 1944 był ministrem spraw wewnętrznych w rządzie Stanisława Mikołajczyka.
W lipcu 1945 powrócił do Polski, był członkiem Polskiego Stronnictwa Ludowego, w tym jego Rady Naczelnej i Zarządu Wojewódzkiego w Poznaniu. Był doradcą polskiej delegacji na konferencji poczdamskiej. W październiku 1945 został z ramienia PSL posłem do Krajowej Rady Narodowej, w kadencji 1947–1952 – był posłem na Sejm RP (Ustawodawczy) z ramienia PSL, od 1949 do Zjednoczonego Stronnictwa Ludowego, którego został członkiem.
Od 1945 do 1976 pracował w Poznaniu jako adwokat.
Pochowany na cmentarzu parafialnym w Puszczykowie.